# Уедсліїт
Уедсліїт (ведслеїт, вадсліїт) — високобарна поліморфна модифікація олівіну. Є мінералом ромбічної сингонії. Вперше був виявлений у хондриті Peace River у Канаді.

## Опис
Описаний в 1966—1968 роках, названий на честь австралійського хіміка Артура Девіда Ведслі (Arthur David Wadsley (1918—1969)), відомого своїми роботами в галузі структурної кристалографії мінералів та неорганічних сполук.
Вадслеїт ({\displaystyle {\ce {\beta-Mg2SiO4}}}) може формуватися або шляхом трансформації на глибині близько 300 км клинопіроксенів відповідно до реакції:
{\displaystyle {\ce {2(Mg, Fe)SiO3}}} = {\displaystyle {\ce {(Mg, Fe)2SiO4}}} (вадслеїт) + {\displaystyle {\ce {SiO2}}} (стишовіт), або як результат перебудови олівіна на глобальному кордоні «410 км». На рубежі «520 км» вадслеїт трансформуються в шпінелеподібний рингвудит ({\displaystyle {\ce {\gamma-Mg2SiO4}}}).
Вадслеїт і рінгвудіт розглядаються як головні акумулятори води в перехідній зоні (410—670 км), запаси якої перевищують обсяг Світового океану. З кристалохімічної точки зору ця особливість складу формально безводних вадслеїту та рингвудиту визначається заміною в їх структурах частини аніонів O 2 — на гідроксильні групи OH -. Причиною цього у структурі вадслеїта служить присутність атома О, який бере участь у SiO 4 -тетраедрах, а координований лише п'ятьма атомами Mg. Таким чином, сума валентних зусиль на цьому аніоні — 1.67, що можна пояснити лише входженням до 33 % групами ОН та у поєднанні зі спотворенням катіонних поліедрів.
Трансформація олівіну в вадслеїт має призводити до збільшення швидкостей проходження сейсмічних хвиль на 13 %. Насправді ж, на глибині 410 км вона збільшується лише на 3 — 5 %. Щоб уникнути протиріч між петрологічною моделлю верхньої мантії та сейсмологічними даними, допускається входження додаткових атомів заліза та водню до структури вадслеїту, що призводить до зменшення жорсткості речовини перехідної зони, і, відповідно, до зниження швидкості поширення сейсмічних хвиль.
Як припускає Ю. М. Пущаровський, збагачення вадслеїту залізом має залучити до реакції велику кількість олівіна мантії. У свою чергу, це має супроводжуватися зміною хімічного складу порід поблизу межі розділу «410».